# Marfopil, Huleaipole
Marfopil (în ucraineană Марфопіль) este un sat în orașul raional Huleaipole din raionul Huleaipole, regiunea Zaporijjea, Ucraina.

## Demografie
Componența lingvistică a localității Marfopil
     Ucraineană (96,26%)
     Rusă (3,74%)
Conform recensământului din 2001, majoritatea populației localității Marfopil era vorbitoare de ucraineană (96,26%), existând în minoritate și vorbitori de rusă (3,74%).